# 상궁나인
상궁나인은 한국에서 제작된 이규웅 감독의 1966년 영화이다. 김진규 등이 주연으로 출연하였고 이수길 등이 제작에 참여하였다.

## 출연

### 주연
- 김진규
- 남정임
- 전계현

## 제작진
- 원작자: 이서구
- 조명: 고해진
- 미술: 홍성칠